# 真・三國無双BB
『真・三國無双BB』（しん・さんごくむそうビービー）は、コーエーが開発をしてELEVEN-UPが運営していたオンラインゲームである。その内容は千人ものプレイヤーが自分の分身キャラクターを作成して三國志世界の動乱に参加するMMORPG要素も含むアクションゲームであり、2006年11月1日からサービスを開始した。
2006年3月に募集した2万人のプレイヤーによるテクニカルテストを、同年5月31日～6月12日に実施、9月27日よりプレオープンを経て正式サービスが開始された。当初は回線品質を維持するためという理由で参加できるプロバイダがYahoo! BBとSoftBank ブロードバンド サービスのみに限定されていたが、参加者数の伸び悩みなどから2007年5月16日よりプロバイダ制限が無くなった。
『真・三國無双3 ハイパー』よりも高いスペックのパソコンを要求された。
運営元の変更やいくつかのゲームシステム変更を経て、2007年11月からは『真・三國無双Online』という名称に変更されサービスが行われている。